# Heterachthes figuratus
Heterachthes figuratus là một loài bọ cánh cứng trong họ Cerambycidae.